# Stoecharthrum monnati
Stoecharthrum monnati är en djurart som beskrevs av Kozloff 1993. Stoecharthrum monnati ingår i släktet Stoecharthrum, och familjen Rhopaluridae. Inga underarter finns listade i Catalogue of Life.